# ヤーノッシュのとっておきの話
ヤーノッシュのとっておきの話（英語：The Tiger and the Bear、ドイツ語：Janoschs Traumstunde）は、ヤーノッシュ原作によるドイツのテレビアニメ。1986年から1990年にかけて西ドイツ放送で放送された。日本では1980年代から1990年代にかけてテレビ埼玉、KBS京都、TOKYO MX（1996年頃）などを含む独立UHF局で放送された。

## キャラクター
- ヤーノッシュ - 前田吟
- ナレーター - 同上
- その他：岡村明美、麦人、長嶋雄一、相沢正輝、石川ひろあき、安西正弘、愛河里花子、亀井芳子、紗ゆり、安達忍、かないみか ほか

## エピソード
判明分のみ掲載。
- 無人島のロビンソン / ほんとうの友情
- トラ君病院へ行く
- ポポフと海の大レース